# Phalaenopsis doweryensis
Phalaenopsis doweryensis (возможные русские названия: Фаленопсис Довери, или Фаленопсис довериенсис) — эпифитное трявянистое растение семейства Орхидные (Orchidaceae).
Вид не имеет устоявшегося русского названия, в русскоязычных источниках используется научное название Phalaenopsis doweryensis.
Английское название — Dowery's Phalaenopsis.

## История описания
Вид найден на острове Борнео весной 1999 года. В 2001 г. Лесли Гарай идентифицировал этот фаленопсис как новый вид. Описан Эриком Кристенсоном в Phalaenopsis: a monograph. (Monog Phalaenopsis) 115–117. 
 Введен в культуру в Орхидейных оранжереях Довери в Вирджинии, в честь этого места и назван.

## Биологическое описание
Моноподиальный эпифит.
Стебель укороченный, полностью скрыт основаниями 2-3 листьев.
Листья плотные, ярко-зеленые, овальные, длиной до 23 cm, шириной до 10 см.
Цветонос прямостоящий, короче листьев.
Цветы 4,5-5 см. в диаметре, почти не пахнут, не увядают 15-20 дней, желто-зеленые с бурыми пятнышками. 
 Губа белая с жёлтым, в центре губы несколько параллельных красно-коричневых полосок.

## Ареал, экологические особенности
Борнео.
Лесные районы Сабаха, на небольших возвышенностях, до 150 метров над уровнем моря. 
 Редок. Относится к числу охраняемых видов (II приложение CITES).
Климат в районе Понтианак

Температура воздуха не имеет сезонных изменений: днем 29-31°С, ночь 22-23°С. 
 Относительная влажность воздуха 80-87%. 
 Сухого сезона нет, среднемесячное выпадение осадков 180-400 мм.

## В культуре
Температурная группа — теплая.
Дополнительная информация о агротехнике в статье Фаленопсис.